# Videoclip.bg
Videoclip.bg е сайт за видео споделяне на български език, достъпен за безплатно качване на видео. Създаден е през 2011 г. от Ричард Христов. Сайтът е собственост на „Кселериум“ ЕООД, чийто собственик е Ричард Христов. Седалището му е разположено в град Пловдив, България. Сайтът използва услугите на хостинг компанията „Телепоинт“.
Към ноември 2019 г. Videoclip.bg се нарежда в Топ 50 от сайтовете по посещаемост в България.